# Хадсон, Люси-Джо
Лю́си-Джо Ха́дсон (англ. Lucy-Jo Hudson; 4 мая 1983, Лидс, Уэст-Йоркшир, Англия, Великобритания) — английская актриса. 

## Биография
Люси-Джо Хадсон родилась 4 мая 1983 года в Лидсе (графство Уэст-Йоркшир, Англия, Великобритания). У Люси-Джо есть брат и младшая сестра — регбист Райан Хадсон и Эми-Лу Хадсон (род.1986). Хадсон окончила «Garforth Academy».

## Карьера
Люси-Джо дебютировала в кино в 2002 году, сыграв роль Кэти Харрис в телесериале «Coronation Street», в котором она снималась до 2005 года. В 2006—2012 года Хадсон играла роль Рози Треваньон в телесериале «Дикие сердцем», за которую она получила номинацию «Выдающаяся актриса — драматический сериал» на Телевизионном фестивале Монте-Карло. В 2009 году она сыграла роль Сэм в фильме «В поисках Эрика». В 2010 году сыграла роль Дины Ричардс в эпизоде «Зимняя страна чудес» телесериала «Несчастный случай».

## Личная жизнь
С 13 июня 2009 года Люси-Джо замужем за актёром Аланом Хэлсоллом (род.1982), с которым она встречалась 4 года до их свадьбы. У супругов есть дочь — Сиенна-Рэй Хэлсолл (род.07.09.2013).